# Pentagram (Pentagram)
Pentagram è il primo album in studio del gruppo musicale statunitense doom metal Pentagram.
Fu Pubblicato nel 1985 dalla Pentagram Record, etichetta creata dalla band. Fu ristampato dalla Peaceville Records nel 1993 con il titolo Relentless e con una nuova disposizione delle tracce.

## Tracce

### Stampa del 1985[2]
1. Relentless – 3:49 (musica: Victor Griffin)
2. Sign of the Wolf (Pentagram) – 3:10 (musica: Bobby Liebling)
3. All Your Sins – 4:38 (musica: Liebling, Griffin)
4. Run My Course – 2:46 (musica: Liebling)
5. Death Row – 4:14 (musica: Griffin)
6. Dying World – 4:00 (musica: Griffin)
7. The Ghoul – 5:14 (musica: Joe Hasselvander, Liebling)
8. You're Lost I'm Free – 2:17 (musica: Liebling)
9. The Deist – 3:48 (musica: Griffin)
10. Sinister – 4:33 (musica: Griffin)
11. 20 Buck Spin – 4:20 (musica: Liebling)

### Ristampa del 1993[3]
1. Death Row – 4:14 (musica: Victor Griffin)
2. All You Sins – 4:38 (musica: Bobby Liebling, Griffin)
3. Sign of the Wolf (Pentagram) – 3:10 (musica: Liebling)
4. The Ghoul – 5:14 (musica: Joe Hasselvander, Liebling)
5. Relentess – 3:49 (musica: Griffin)
6. Run My Corse – 2:46 (musica: Liebling)
7. Sinister – 4:33 (musica: Griffin)
8. The Deist – 3:48 (musica: Griffin)
9. You're Lost, I'm Free – 2:17 (musica: Liebling)
10. Dying World – 3:59 (musica: Griffin)
11. 20 Buck Spin – 4:20 (musica: Liebling)

## Formazione[2]
- Bobby Liebling - voce
- Victor Griffin - chitarra
- Martin Swaney - basso
- Joe Hasselvander - batteria